# Gäddträsket (Nordmalings socken, Ångermanland)
Gäddträsket är en sjö i Nordmalings kommun i Ångermanland och ingår i Leduåns huvudavrinningsområde. Sjön har en area på 0,0749 kvadratkilometer och ligger 232,4 meter över havet. Vid provfiske har abborre och gädda fångats i sjön.

## Delavrinningsområde
Gäddträsket ingår i det delavrinningsområde (707029-167173) som SMHI kallar för Utloppet av Gäddträsket. Medelhöjden är 241 meter över havet och ytan är 0,72 kvadratkilometer. Det finns inga avrinningsområden uppströms utan avrinningsområdet är högsta punkten. Vattendraget som avvattnar avrinningsområdet har biflödesordning 4, vilket innebär att vattnet flödar genom totalt 4 vattendrag innan det når havet efter 38 kilometer. Avrinningsområdet består mestadels av skog (89 procent). Avrinningsområdet har 0,08 kvadratkilometer vattenytor vilket ger det en sjöprocent på 10,5 procent.